# جحذرة (السياني)

تعديل مصدري - تعديل

جحذرة هي إحدى قرى عزلة النقيلين بمديرية السياني التابعة لمحافظة إب، بلغ تعداد سكانها 295 نسمة حسب تعداد اليمن لعام 2004.